# 司佳
司佳（1978年6月8日—2020年10月12日），女，上海人，中国历史学者，复旦大学教授。主要研究中国近现代史、中西文化交流史。

## 生平
1995年毕业于华东师范大学第二附属中学。同年7月被选为代表，赴北京参加中华全国学生联合会第二十二次代表大会。1999年毕业于复旦大学第一届文科基地班，获学士学位。2001年毕业于复旦大学历史地理研究所，获历史学硕士学位，导师为周振鹤。2006年获美国宾夕法尼亚大学博士学位，师从梅维恒、韩书瑞等教授。2007年回国后，担任复旦大学历史系副教授。2016年11月晋升教授。2020年10月11日16时46分在上海长海医院逝世，享年42岁。

## 出版物
- 阿诺德·汤因比. . 由司佳翻译. 上海: 上海人民出版社. 2019. ISBN 978-7-208-15894-8.[3]
- 司佳; 徐亦猛 (编). . 复旦中华文明研究专刊. 上海: 复旦大学出版社. 2019. ISBN 978-7-309-14198-6.
- 司佳. . 上海: 上海三联书店. 2016. ISBN 978-7-5426-5736-7.
- Jia Jane Si. . Sino-Platonic papers. 2005.